# Coppa del Mondo di sci di fondo 2010
La Coppa del Mondo di sci di fondo 2010 fu la ventinovesima edizione della manifestazione organizzata dalla Federazione Internazionale Sci; ebbe inizio il 21 novembre 2009 a Beitostølen, in Norvegia, e si concluse il 21 marzo 2010 a Falun, in Svezia. Nel corso della stagione si tennero a Vancouver i XXI Giochi olimpici invernali, non validi ai fini della Coppa del Mondo, il cui calendario contemplò dunque un'interruzione tra febbraio e marzo.
In campo maschile furono disputate tutte le 20 gare individuali (3 a tecnica classica, 4 a tecnica libera, 9 sprint, 2 a inseguimento, 2 competizioni intermedie a tappe) e le 4 a squadre (2 staffette, 2 sprint a squadre) previste, in 18 diverse località. Il norvegese Petter Northug si aggiudicò sia la coppa di cristallo, il trofeo assegnato al vincitore della classifica generale, sia la Coppa di distanza; lo svedese Emil Jönsson vinse la quella di sprint. Dario Cologna era il detentore uscente della Coppa generale.
In campo femminile furono disputate tutte le 20 gare individuali (3 a tecnica classica, 4 a tecnica libera, 9 sprint, 2 a inseguimento, 2 competizioni intermedie a tappe) e le 4 a squadre (2 staffette, 2 sprint a squadre) previste, in 18 diverse località. La polacca Justyna Kowalczyk si aggiudicò sia la coppa di cristallo, sia la Coppa di distanza, sia la Coppa di sprint. La Kowalczyk era la detentrice uscente della Coppa generale.

## Uomini

### Risultati
| Data                            | Località                                               | Nazione                   | Spec.       | Primo                                                                             | Secondo                                                                             | Terzo                                                                  |
| ------------------------------- | ------------------------------------------------------ | ------------------------- | ----------- | --------------------------------------------------------------------------------- | ----------------------------------------------------------------------------------- | ---------------------------------------------------------------------- |
| 21 novembre 2009                | Beitostølen                                            | Norvegia                  | 15 km TL    | Ronny André Hafsås                                                                | Vincent Vittoz                                                                      | Matti Heikkinen                                                        |
| 22 novembre 2009                | Beitostølen                                            | Norvegia                  | 4x10 km     | Norvegia I Eldar Rønning Martin Johnsrud Sundby Ronny André Hafsås Petter Northug | Russia I Maksim Vylegžanin Nikolaj Pankratov Aleksandr Legkov Il'ja Černousov       | Germania Jens Filbrich Axel Teichmann René Sommerfeldt Tobias Angerer  |
| 28 novembre 2009                | Kuusamo                                                | Finlandia                 | SP TC       | Ola Vigen Hattestad                                                               | Øystein Pettersen                                                                   | Nikita Krjukov                                                         |
| 29 novembre 2009                | Kuusamo                                                | Finlandia                 | 15 km TC    | Petter Northug                                                                    | Maksim Vylegžanin                                                                   | Aleksandr Legkov                                                       |
| 5 dicembre 2009                 | Düsseldorf                                             | Germania                  | SP TL       | Aleksej Petuchov                                                                  | Anders Gløersen                                                                     | Eirik Brandsdal                                                        |
| 6 dicembre 2009                 | Düsseldorf                                             | Germania                  | TS TL       | Russia I Nikolaj Morilov Aleksej Petuchov                                         | Norvegia I Eirik Brandsdal Anders Gløersen                                          | Svezia II Robin Bryntesson Björn Lind                                  |
| 12 dicembre 2009                | Davos                                                  | Svizzera                  | 15 km TL    | Matti Heikkinen                                                                   | Marcus Hellner                                                                      | Maurice Manificat                                                      |
| 13 dicembre 2009                | Davos                                                  | Svizzera                  | SP TL       | John Kristian Dahl                                                                | Petter Northug                                                                      | Aleksej Petuchov                                                       |
| 19 dicembre 2009                | Rogla                                                  | Slovenia                  | SP TC       | Petter Northug                                                                    | Tobias Angerer                                                                      | Jesper Modin                                                           |
| 20 dicembre 2009                | Rogla                                                  | Slovenia                  | 30 km TC MS | Petter Northug                                                                    | Aleksandr Legkov                                                                    | Maksim Vylegžanin                                                      |
| 1º gennaio 2010 10 gennaio 2010 | Oberhof Praga Dobbiaco Cortina d'Ampezzo Val di Fiemme | Germania Rep. Ceca Italia | Tour de Ski | Lukáš Bauer                                                                       | Petter Northug                                                                      | Dario Cologna                                                          |
| 16 gennaio 2010                 | Otepää                                                 | Estonia                   | 15 km TC    | Lukáš Bauer                                                                       | Andrus Veerpalu                                                                     | Jaak Mae                                                               |
| 17 gennaio 2010                 | Otepää                                                 | Estonia                   | SP TC       | Emil Jönsson                                                                      | Ola Vigen Hattestad                                                                 | Nikita Krjukov                                                         |
| 22 gennaio 2010                 | Rybinsk                                                | Russia                    | SP TL       | Nikolaj Morilov                                                                   | Aleksej Petuchov                                                                    | Nikita Krjukov                                                         |
| 23 gennaio 2010                 | Rybinsk                                                | Russia                    | 30 km PU    | Artëm Žmurko                                                                      | Il'ja Černousov                                                                     | Sergej Širjaev                                                         |
| 24 gennaio 2010                 | Rybinsk                                                | Russia                    | TS TL       | Russia I Nikolaj Morilov Aleksej Petuchov                                         | Italia II Fabio Pasini Loris Frasnelli                                              | Germania Tim Tscharnke Josef Wenzl                                     |
| 5 febbraio 2010                 | Canmore                                                | Canada                    | 15 km TL    | Giorgio Di Centa                                                                  | Pietro Piller Cottrer                                                               | Dario Cologna                                                          |
| 6 febbraio 2010                 | Canmore                                                | Canada                    | SP TC       | Emil Jönsson                                                                      | John Kristian Dahl                                                                  | Dario Cologna                                                          |
| 6 marzo 2010                    | Lahti                                                  | Finlandia                 | 30 km PU    | Maurice Manificat                                                                 | Lukáš Bauer                                                                         | Il'ja Černousov                                                        |
| 7 marzo 2010                    | Lahti                                                  | Finlandia                 | 4x10 km     | Norvegia II Simen Østensen Roger Aa Djupvik Sjur Røthe Kristian Tettli Rennemo    | Norvegia I Eldar Rønning Martin Johnsrud Sundby Petter Eliassen Tord Asle Gjerdalen | Germania Hannes Dotzler Tobias Angerer Philipp Marschall Tim Tscharnke |
| 11 marzo 2010                   | Drammen                                                | Norvegia                  | SP TC       | Emil Jönsson                                                                      | Petter Northug                                                                      | Andrew Newell                                                          |
| 13 marzo 2010                   | Oslo                                                   | Norvegia                  | 50 km TL MS | Petter Northug                                                                    | Pietro Piller Cottrer                                                               | Vincent Vittoz                                                         |
| 14 marzo 2010                   | Oslo                                                   | Norvegia                  | SP TL       | Anders Gløersen                                                                   | Aleksej Petuchov                                                                    | Marcus Hellner                                                         |
| 17 marzo 2010 21 marzo 2010     | Stoccolma Falun                                        | Svezia                    | Finali      | Petter Northug                                                                    | Maurice Manificat                                                                   | Marcus Hellner                                                         |

Legenda:

TC = tecnica classica

TL = tecnica libera

SP = sprint

TS = sprint a squadre

PU = inseguimento

MS = partenza in linea

#### Competizioni intermedie
| Tour de Ski 2010  |                            |                   |                   |                    |                   |                    |
| Data              | Località                   | Nazione           | Spec.             | Primo              | Secondo           | Terzo              |
| 1º gennaio 2010   | Oberhof                    | Germania          | 3,7 km TL         | Petter Northug     | Marcus Hellner    | Axel Teichmann     |
| 2 gennaio 2010    | Oberhof                    | Germania          | 15 km TC HS       | Petter Northug     | Maksim Vylegžanin | Matti Heikkinen    |
| 3 gennaio 2010    | Oberhof                    | Germania          | SP TC             | Eldar Rønning      | Petter Northug    | Axel Teichmann     |
| 4 gennaio 2010    | Praga                      | Rep. Ceca         | SP TL             | Emil Jönsson       | Marcus Hellner    | Simen Østensen     |
| 6 gennaio 2010    | Cortina d'Ampezzo/Dobbiaco | Italia            | 35 km TL HS       | Petter Northug     | Dario Cologna     | Marcus Hellner     |
| 7 gennaio 2010    | Dobbiaco                   | Italia            | 10 km TC          | Daniel Richardsson | Lukáš Bauer       | Petter Northug     |
| 9 gennaio 2010    | Val di Fiemme              | Italia            | 20 km TC MS       | Lukáš Bauer        | Petter Northug    | Axel Teichmann     |
| 10 gennaio 2010   | Val di Fiemme              | Italia            | 10 km TL PU       | Lukáš Bauer        | Marcus Hellner    | Jean-Marc Gaillard |
| Classifica finale | Classifica finale          | Classifica finale | Classifica finale | Lukáš Bauer        | Petter Northug    | Dario Cologna      |
|                   |                            |                   |                   |                    |                   |                    |
| Finali 2010       |                            |                   |                   |                    |                   |                    |
| Data              | Località                   | Nazione           | Spec.             | Primo              | Secondo           | Terzo              |
| 17 marzo 2010     | Stoccolma                  | Svezia            | SP TC             | Nikita Krjukov     | Petter Northug    | Emil Jönsson       |
| 19 marzo 2010     | Falun                      | Svezia            | 3,3 km TC         | Dario Cologna      | Mats Larsson      | Maksim Vylegžanin  |
| 20 marzo 2010     | Falun                      | Svezia            | 20 km PU          | Petter Northug     | Tobias Angerer    | Lukáš Bauer        |
| 21 marzo 2010     | Falun                      | Svezia            | 15 km TL HS       | Maurice Manificat  | Maksim Vylegžanin | Vincent Vittoz     |
| Classifica finale | Classifica finale          | Classifica finale | Classifica finale | Petter Northug     | Maurice Manificat | Marcus Hellner     |

Legenda:

TC = tecnica classica

TL = tecnica libera

SP = sprint

PU = inseguimento

MS = partenza in linea

HS = partenza a handicap

### Classifiche

#### Generale
| Pos. | Nome              | Nazione   | Punti |
| ---- | ----------------- | --------- | ----- |
| 1    | Petter Northug    | Norvegia  | 1621  |
| 2    | Lukáš Bauer       | Rep. Ceca | 1021  |
| 3    | Marcus Hellner    | Svezia    | 985   |
| 4    | Dario Cologna     | Svizzera  | 885   |
| 5    | Maurice Manificat | Francia   | 580   |
| 6    | Emil Jönsson      | Svezia    | 554   |
| 7    | Axel Teichmann    | Germania  | 541   |
| 8    | Maksim Vylegžanin | Russia    | 532   |
| 9    | Vincent Vittoz    | Francia   | 515   |
| 10   | Giorgio Di Centa  | Italia    | 501   |

#### Distanza
| Pos. | Nome           | Nazione   | Punti |
| ---- | -------------- | --------- | ----- |
| 1    | Petter Northug | Norvegia  | 749   |
| 2    | Lukáš Bauer    | Rep. Ceca | 563   |
| 3    | Marcus Hellner | Svezia    | 483   |
| 4    | Dario Cologna  | Svizzera  | 384   |
| 5    | Vincent Vittoz | Francia   | 373   |

#### Sprint
| Pos. | Nome                | Nazione     | Punti |
| ---- | ------------------- | ----------- | ----- |
| 1    | Emil Jönsson        | Svezia      | 506   |
| 2    | Petter Northug      | Norvegia    | 352   |
| 3    | Aleksej Petuchov    | Russia      | 347   |
| 4    | Andrew Newell       | Stati Uniti | 313   |
| 5    | Ola Vigen Hattestad | Norvegia    | 312   |

## Donne

### Risultati
| Data                            | Località                                               | Nazione                   | Spec.       | Prima                                                                               | Seconda                                                                         | Terza                                                                           |
| ------------------------------- | ------------------------------------------------------ | ------------------------- | ----------- | ----------------------------------------------------------------------------------- | ------------------------------------------------------------------------------- | ------------------------------------------------------------------------------- |
| 21 novembre 2009                | Beitostølen                                            | Norvegia                  | 10 km TL    | Marit Bjørgen                                                                       | Charlotte Kalla                                                                 | Anna Haag                                                                       |
| 22 novembre 2009                | Beitostølen                                            | Norvegia                  | 4x5 km      | Svezia Anna Olsson Sara Lindborg Anna Haag Charlotte Kalla                          | Norvegia I Vibeke Skofterud Therese Johaug Kristin Størmer Steira Marit Bjørgen | Finlandia Pirjo Muranen Virpi Kuitunen Riitta-Liisa Roponen Aino-Kaisa Saarinen |
| 28 novembre 2009                | Kuusamo                                                | Finlandia                 | SP TC       | Justyna Kowalczyk                                                                   | Petra Majdič                                                                    | Alena Procházková                                                               |
| 29 novembre 2009                | Kuusamo                                                | Finlandia                 | 10 km TC    | Aino-Kaisa Saarinen                                                                 | Irina Chazova                                                                   | Vibeke Skofterud                                                                |
| 5 dicembre 2009                 | Düsseldorf                                             | Germania                  | SP TL       | Hanna Falk                                                                          | Natal'ja Korostelëva                                                            | Vesna Fabjan                                                                    |
| 6 dicembre 2009                 | Düsseldorf                                             | Germania                  | TS TL       | Italia I Magda Genuin Arianna Follis                                                | Svezia I Ida Ingemarsdotter Hanna Falk                                          | Norvegia I Celine Brun-Lie Maiken Caspersen Falla                               |
| 12 dicembre 2009                | Davos                                                  | Svizzera                  | 10 km TL    | Irina Chazova                                                                       | Charlotte Kalla                                                                 | Kristina Šmigun-Vähi                                                            |
| 13 dicembre 2009                | Davos                                                  | Svizzera                  | SP TL       | Petra Majdič                                                                        | Marit Bjørgen                                                                   | Aino-Kaisa Saarinen                                                             |
| 19 dicembre 2009                | Rogla                                                  | Slovenia                  | SP TC       | Marit Bjørgen                                                                       | Justyna Kowalczyk                                                               | Petra Majdič                                                                    |
| 20 dicembre 2009                | Rogla                                                  | Slovenia                  | 15 km TC MS | Justyna Kowalczyk                                                                   | Marit Bjørgen                                                                   | Anna Haag                                                                       |
| 1º gennaio 2010 10 gennaio 2010 | Oberhof Praga Dobbiaco Cortina d'Ampezzo Val di Fiemme | Germania Rep. Ceca Italia | Tour de Ski | Justyna Kowalczyk                                                                   | Petra Majdič                                                                    | Arianna Follis                                                                  |
| 16 gennaio 2010                 | Otepää                                                 | Estonia                   | 10 km TC    | Justyna Kowalczyk                                                                   | Marit Bjørgen                                                                   | Aino-Kaisa Saarinen                                                             |
| 17 gennaio 2010                 | Otepää                                                 | Estonia                   | SP TC       | Hanna Falk                                                                          | Petra Majdič                                                                    | Aino-Kaisa Saarinen                                                             |
| 22 gennaio 2010                 | Rybinsk                                                | Russia                    | SP TL       | Vesna Fabjan                                                                        | Magda Genuin                                                                    | Justyna Kowalczyk                                                               |
| 23 gennaio 2010                 | Rybinsk                                                | Russia                    | 15 km PU    | Justyna Kowalczyk                                                                   | Evi Sachenbacher-Stehle                                                         | Ol'ga Ščučkina                                                                  |
| 24 gennaio 2010                 | Rybinsk                                                | Russia                    | TS TL       | Germania I Stefanie Böhler Evi Sachenbacher-Stehle                                  | Slovenia Katja Višnar Vesna Fabjan                                              | Russia I Irina Chazova Ol'ga Ročeva                                             |
| 5 febbraio 2010                 | Canmore                                                | Canada                    | 10 km TL    | Charlotte Kalla                                                                     | Justyna Kowalczyk                                                               | Irina Chazova                                                                   |
| 6 febbraio 2010                 | Canmore                                                | Canada                    | SP TC       | Justyna Kowalczyk                                                                   | Ida Ingemarsdotter                                                              | Sara Renner                                                                     |
| 6 marzo 2010                    | Lahti                                                  | Finlandia                 | 15 km PU    | Marit Bjørgen                                                                       | Justyna Kowalczyk                                                               | Therese Johaug                                                                  |
| 7 marzo 2010                    | Lahti                                                  | Finlandia                 | 4x5 km      | Norvegia I Marthe Kristoffersen Therese Johaug Kristin Størmer Steira Marit Bjørgen | Germania Nicole Fessel Katrin Zeller Miriam Gössner Evi Sachenbacher-Stehle     | Italia Marianna Longa Antonella Confortola Sabina Valbusa Arianna Follis        |
| 11 marzo 2010                   | Drammen                                                | Norvegia                  | SP TC       | Marit Bjørgen                                                                       | Aino-Kaisa Saarinen                                                             | Pirjo Muranen                                                                   |
| 13 marzo 2010                   | Oslo                                                   | Norvegia                  | 30 km TL MS | Marit Bjørgen                                                                       | Kristin Størmer Steira                                                          | Therese Johaug                                                                  |
| 14 marzo 2010                   | Oslo                                                   | Norvegia                  | SP TL       | Marit Bjørgen                                                                       | Kikkan Randall                                                                  | Natal'ja Korostelëva                                                            |
| 17 marzo 2010 21 marzo 2010     | Stoccolma Falun                                        | Svezia                    | Finali      | Marit Bjørgen                                                                       | Justyna Kowalczyk                                                               | Charlotte Kalla                                                                 |

Legenda:

TC = tecnica classica

TL = tecnica libera

SP = sprint

TS = sprint a squadre

PU = inseguimento

MS = partenza in linea

#### Competizioni intermedie
| Tour de Ski 2010  |                            |                   |                   |                        |                        |                        |
| Data              | Località                   | Nazione           | Spec.             | Prima                  | Seconda                | Terza                  |
| 1º gennaio 2010   | Oberhof                    | Germania          | 2,5 km TL         | Petra Majdič           | Natal'ja Korostelëva   | Justyna Kowalczyk      |
| 2 gennaio 2010    | Oberhof                    | Germania          | 10 km TC HS       | Justyna Kowalczyk      | Aino-Kaisa Saarinen    | Kristin Størmer Steira |
| 3 gennaio 2010    | Oberhof                    | Germania          | SP TC             | Petra Majdič           | Justyna Kowalczyk      | Aino-Kaisa Saarinen    |
| 4 gennaio 2010    | Praga                      | Rep. Ceca         | SP TL             | Natal'ja Korostelëva   | Celine Brun-Lie        | Alena Procházková      |
| 6 gennaio 2010    | Cortina d'Ampezzo/Dobbiaco | Italia            | 16 km TL HS       | Arianna Follis         | Petra Majdič           | Justyna Kowalczyk      |
| 7 gennaio 2010    | Dobbiaco                   | Italia            | 5 km TC           | Justyna Kowalczyk      | Aino-Kaisa Saarinen    | Petra Majdič           |
| 9 gennaio 2010    | Val di Fiemme              | Italia            | 10 km TC MS       | Petra Majdič           | Elena Kolomina         | Marianna Longa         |
| 10 gennaio 2010   | Val di Fiemme              | Italia            | 9 km TL PU        | Kristin Størmer Steira | Riitta-Liisa Roponen   | Evgenija Medvedeva     |
| Classifica finale | Classifica finale          | Classifica finale | Classifica finale | Justyna Kowalczyk      | Petra Majdič           | Arianna Follis         |
|                   |                            |                   |                   |                        |                        |                        |
| Finali 2010       |                            |                   |                   |                        |                        |                        |
| Data              | Località                   | Nazione           | Spec.             | Prima                  | Seconda                | Terza                  |
| 17 marzo 2010     | Stoccolma                  | Svezia            | SP TC             | Anna Olsson            | Justyna Kowalczyk      | Marit Bjørgen          |
| 19 marzo 2010     | Falun                      | Svezia            | 2,5 km TC         | Justyna Kowalczyk      | Marit Bjørgen          | Charlotte Kalla        |
| 20 marzo 2010     | Falun                      | Svezia            | 10 km PU          | Marit Bjørgen          | Kristin Størmer Steira | Therese Johaug         |
| 21 marzo 2010     | Falun                      | Svezia            | 10 km TL HS       | Charlotte Kalla        | Kristin Størmer Steira | Kristina Šmigun-Vähi   |
| Classifica finale | Classifica finale          | Classifica finale | Classifica finale | Marit Bjørgen          | Justyna Kowalczyk      | Charlotte Kalla        |

Legenda:

TC = tecnica classica

TL = tecnica libera

SP = sprint

PU = inseguimento

MS = partenza in linea

HS = partenza a handicap

### Classifiche

#### Generale
| Pos. | Nome                   | Nazione   | Punti |
| ---- | ---------------------- | --------- | ----- |
| 1    | Justyna Kowalczyk      | Polonia   | 2064  |
| 2    | Marit Bjørgen          | Norvegia  | 1320  |
| 3    | Petra Majdič           | Slovenia  | 1191  |
| 4    | Aino-Kaisa Saarinen    | Finlandia | 1123  |
| 5    | Arianna Follis         | Italia    | 908   |
| 6    | Kristin Størmer Steira | Norvegia  | 892   |
| 7    | Riitta-Liisa Roponen   | Finlandia | 788   |
| 8    | Charlotte Kalla        | Svezia    | 654   |
| 9    | Marianna Longa         | Italia    | 646   |
| 10   | Natal'ja Korostelëva   | Russia    | 488   |

#### Distanza
| Pos. | Nome                   | Nazione   | Punti |
| ---- | ---------------------- | --------- | ----- |
| 1    | Justyna Kowalczyk      | Polonia   | 929   |
| 2    | Marit Bjørgen          | Norvegia  | 636   |
| 3    | Kristin Størmer Steira | Norvegia  | 568   |
| 4    | Charlotte Kalla        | Svezia    | 493   |
| 5    | Riitta-Liisa Roponen   | Finlandia | 477   |

#### Sprint
| Pos. | Nome                | Nazione   | Punti |
| ---- | ------------------- | --------- | ----- |
| 1    | Justyna Kowalczyk   | Polonia   | 575   |
| 2    | Marit Bjørgen       | Norvegia  | 484   |
| 3    | Petra Majdič        | Slovenia  | 446   |
| 4    | Aino-Kaisa Saarinen | Finlandia | 399   |
| 5    | Hanna Falk          | Svezia    | 338   |

## Coppa delle Nazioni

### Generale
| Pos. | Nazione   | Punti |
| ---- | --------- | ----- |
| 1    | Norvegia  | 9899  |
| 2    | Russia    | 7701  |
| 3    | Svezia    | 6793  |
| 4    | Italia    | 4956  |
| 5    | Finlandia | 4748  |

### Uomini
| Pos. | Nazione  | Punti |
| ---- | -------- | ----- |
| 1    | Norvegia | 5249  |
| 2    | Russia   | 4180  |
| 3    | Svezia   | 3535  |
| 4    | Germania | 2453  |
| 5    | Italia   | 2226  |

### Donne
| Pos. | Nazione   | Punti |
| ---- | --------- | ----- |
| 1    | Norvegia  | 4650  |
| 2    | Russia    | 3521  |
| 3    | Svezia    | 3258  |
| 4    | Finlandia | 3215  |
| 5    | Italia    | 2730  |